# Agnieszka Jagodzińska
Agnieszka Ewa Jagodzińska (ur. 1977) – polska historyczka kultury, filolożka polska i tłumaczka, doktor habilitowany nauk humanistycznych, profesor Uniwersytetu Wrocławskiego.

## Życiorys
W 2001 roku uzyskała stopień magistra filologii polskiej na Uniwersytecie Wrocławskim. W 2006 roku na tej samej uczelni uzyskała stopień doktora na podstawie pracy Akulturacja i integracja Żydów Warszawy w drugiej połowie XIX wieku. Perspektywa literacka, historyczna, kulturowa. W 2018 roku uzyskała habilitację. 
Od 2007 roku pracuje na Uniwersytecie Wrocławskim. Najpierw w Instytucie Filologii Polskiej, a następnie w Katedrze Judaistyki im. Tadeusza Taubego Uniwersytetu Wrocławskiego. Jest także członkinią Centrum Badań Literatury dla Dzieci i Młodzieży.